# Ал-Уалид бин Талал
Ал-Уалид бин Талал бин Абд ал-Азиз Ал-Сауд (на арабски: الوليد بن طلال بن عبد العزيز آلسعود; на английски: Al-Waleed bin Talal bin Abdul Aziz Al-Saud) е саудитски принц. Освен саудитско поданство има и ливанско гражданство.
Член е на саудитското кралско семейство. Родителите му са принц Талал и Мона ал-Солх (дъщеря на Риад ал-Солх, първия министър-председател на Ливан).
Принцът е на 5-о място по богатство с над 23 милиарда долара. Той е сред най-големите инвеститори на планетата.
1. ↑  www.islamicstudies.harvard.edu